# Eostegana roripennis
Eostegana roripennis är en tvåvingeart som först beskrevs av Walker 1859.  Eostegana roripennis ingår i släktet Eostegana och familjen daggflugor. Inga underarter finns listade i Catalogue of Life.